# Památník Jana Amose Komenského ve Fulneku

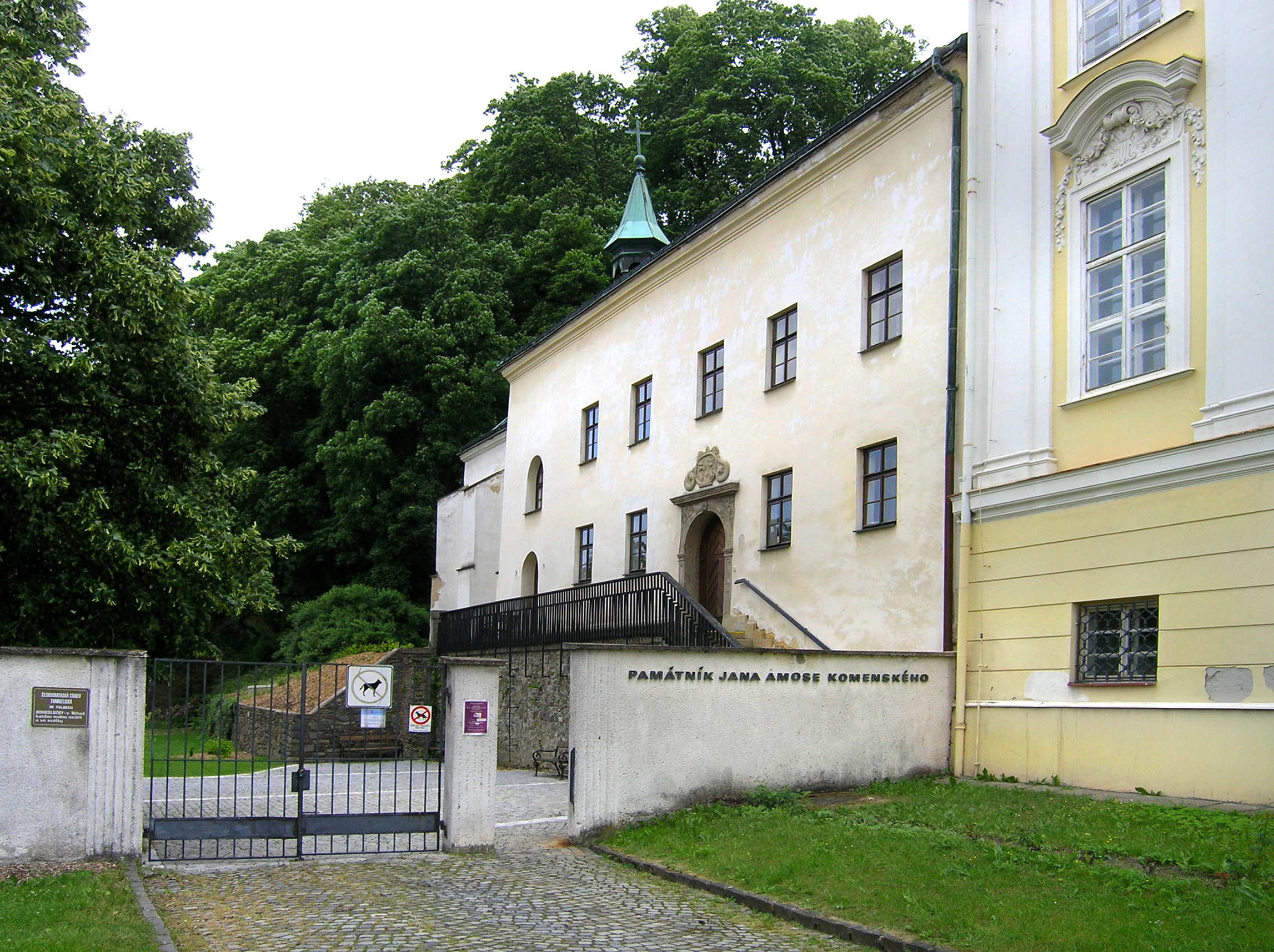
Budova památníku poblíž Komenského náměstí

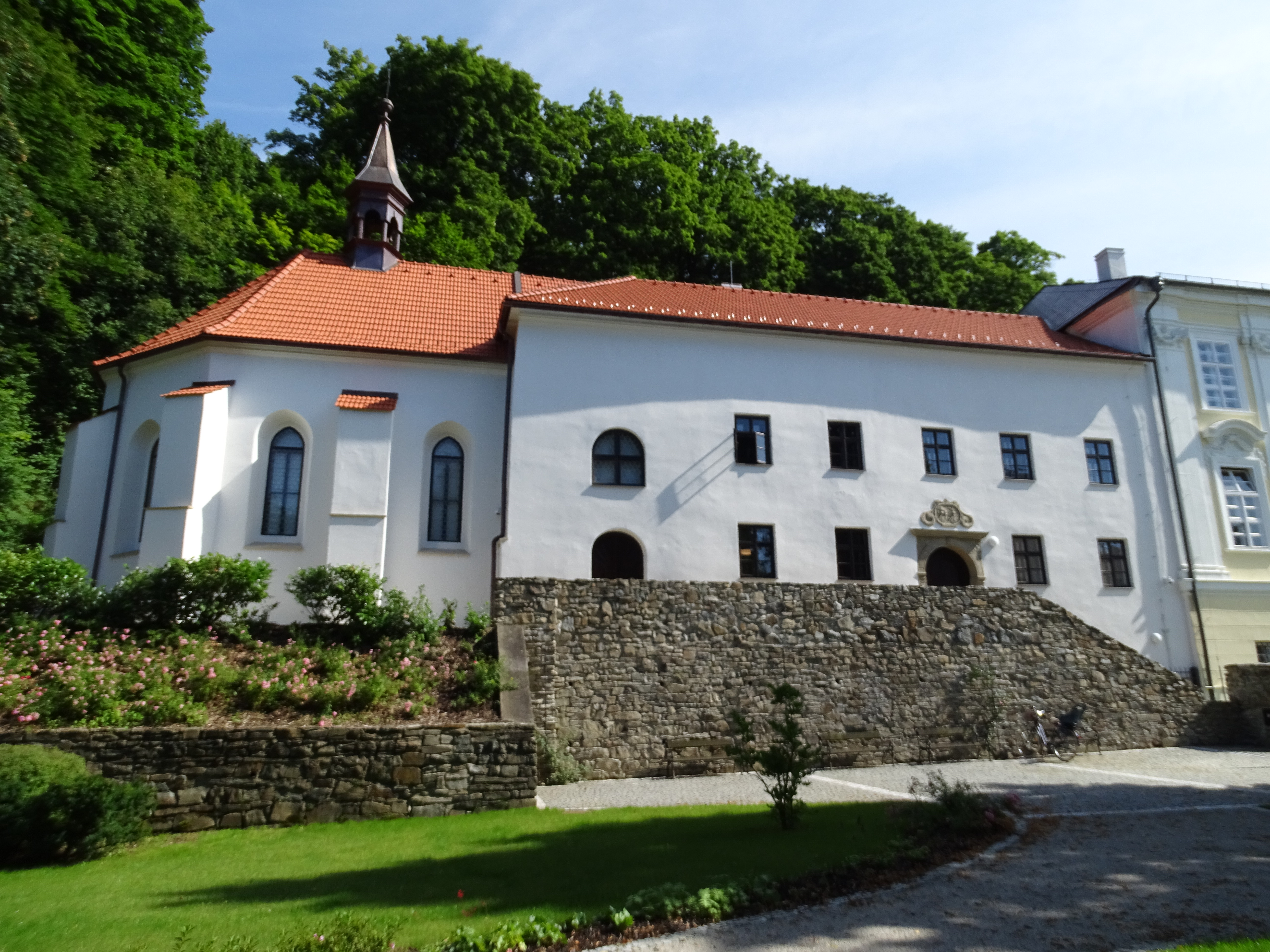
Budova Památníku Jana Amose Komenského ve Fulneku

První expozice Památníku Jana Amose Komenského ve Fulneku byla otevřena v roce 1954. Další instalace byly zpřístupněny v letech 1970 a 1992. Památník seznamuje s životem a dílem Jana Amose Komenského ve Fulneku v letech 1618–1621. Přiblížena je historie bratrského sboru ve Fulneku a obnovené církve Jednoty bratrské ochranovské od roku 1727.